# Geschichte des Kantons Nidwalden

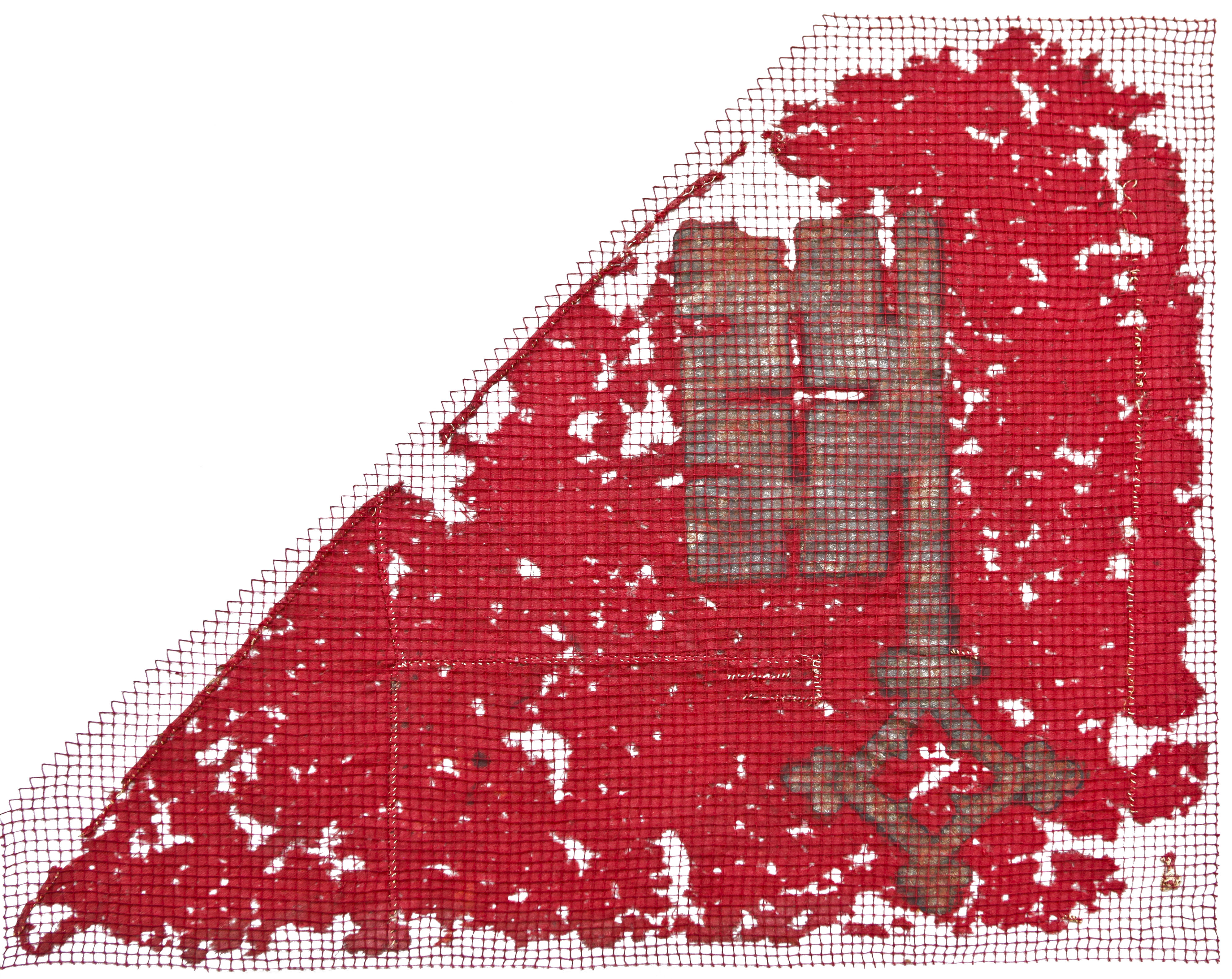
Nidwaldner Fahne 14. Jahrhundert

Die Geschichte des Kantons Nidwalden umfasst die Entwicklungen auf dem Gebiet des schweizerischen Kantons Nidwalden von der Urgeschichte bis zur Gegenwart.

## Frühgeschichte und Antike

### Die ersten menschlichen Spuren

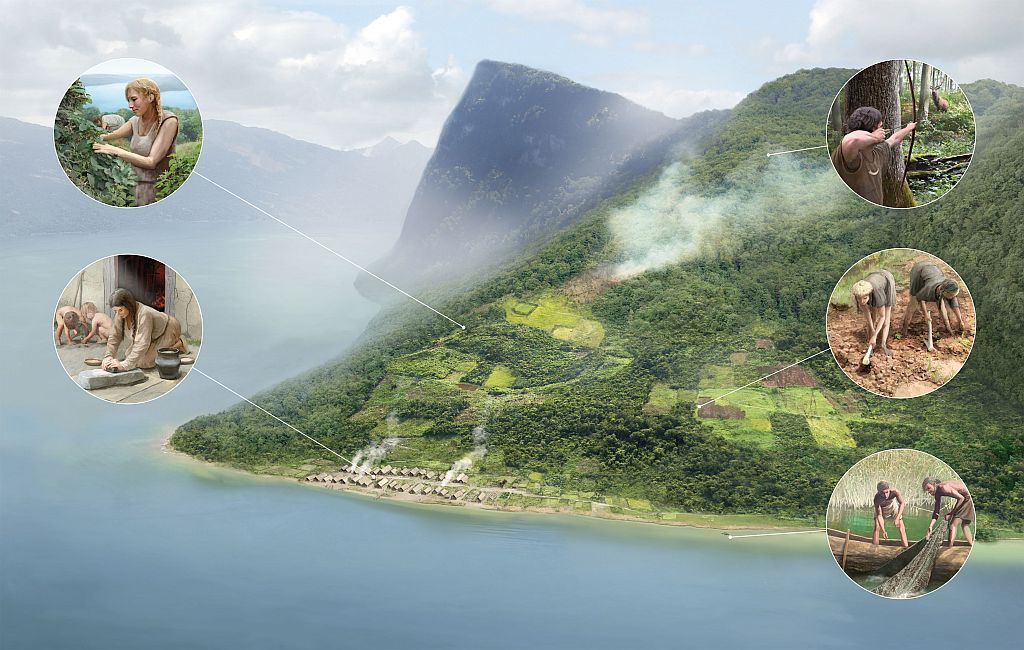
Illustration der neolithischen Seeufersiedlung in Kehrsiten (4. Jh. v. Chr.)

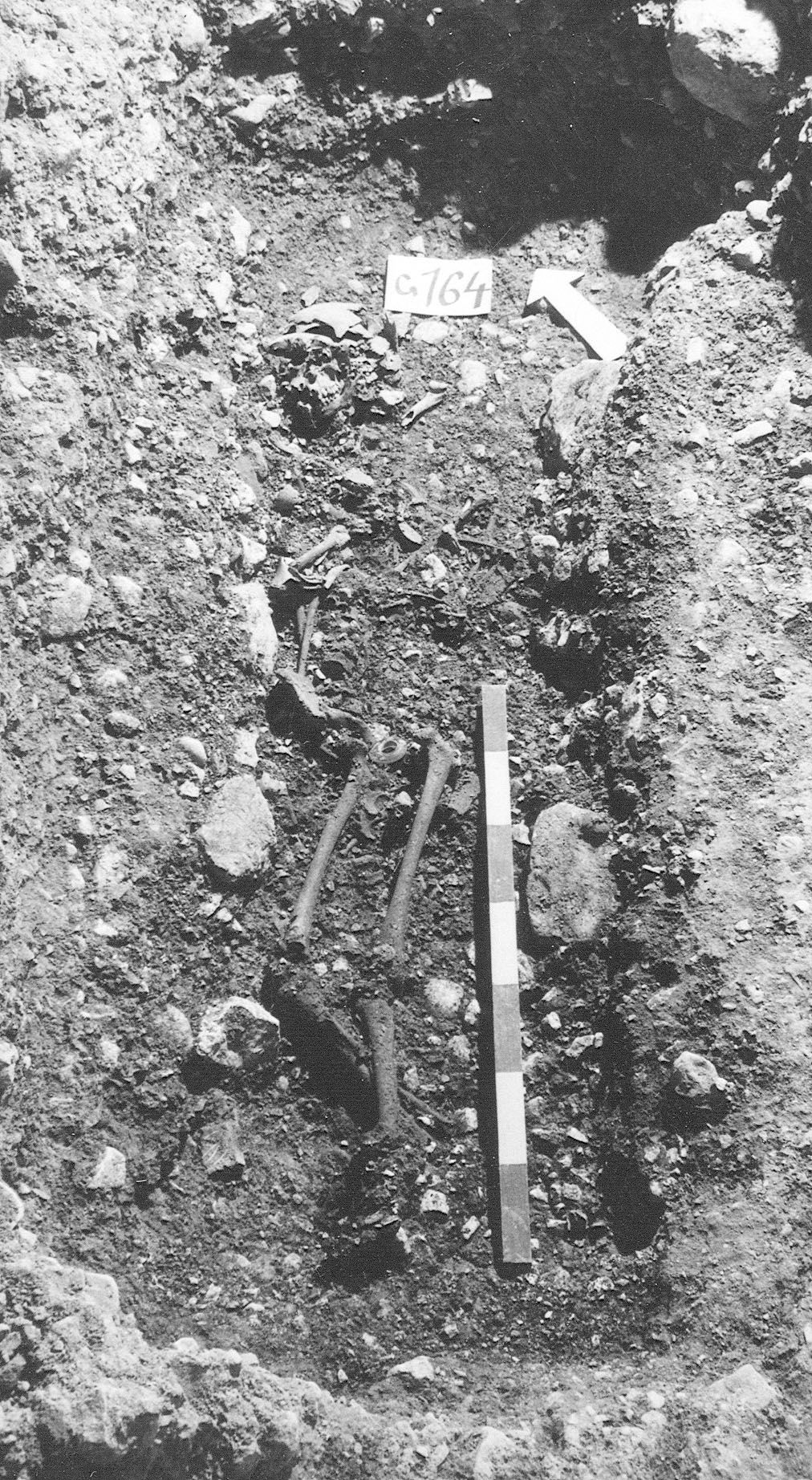
Archäologischer Fund in Stans: ein Mädchenskelett aus der Eisenzeit (2. Jh. v. Chr.)

Die ersten Spuren menschlichen Daseins im Gebiet des Kantons Nidwalden stammen aus der Jungsteinzeit. Überreste einer Pfahlbausiedlung in Kehrsiten in Stansstad bezeugen eine Siedlungstätigkeit am Vierwaldstättersee während der Zeit zwischen etwa 4000 und 3100 v. Chr. Eine weitere jungsteinzeitliche Dauersiedlung lässt sich bei der sogenannten Loppburg bei Stansstad belegen. Der Platz diente auch in der Spätbronzezeit als Siedlungsstätte. Weitere bronzezeitliche Siedlungsplätze, die aber nicht ganzjährig genutzt wurden, sind am Renggpass in Hergiswil und bei der Rotzburg in Ennetmoos bekannt. Zumindest der Renggpass scheint bereits in der Jungsteinzeit begangen worden zu sein. Aus der Latènezeit stammt das Grab eines zehnjährigen Mädchens, das in Stans gefunden wurde. Dieser Fund und vereinzelte weitere Streufunde lassen eine dauernde Besiedlung in der zweiten Hälfte des 1. Jahrtausends v. Chr. als wahrscheinlich erscheinen. Siedlungsstruktur und Lebensformen dieser keltischen Bevölkerung bleiben aber im Dunkeln.

### Römische Zeit
Aus römischer Zeit sind in Nidwalden keine Schriftzeugnisse überliefert, einzig aus archäologischen Funden und Geländenamen lassen sich einige Kenntnisse gewinnen. Das Gebiet der heutigen Kantone Ob- und Nidwalden war spätestens seit römischer Zeit dauernd besiedelt. Eine gallorömische Bevölkerung, also eine römisch-keltische Mischbevölkerung im 1. bis 3. Jahrhundert n. Chr., ist durch Brandgräber in Buochs und Oberdorf und durch einen Gutsbetrieb (Villa) am Weg zum Brünigpass in der Uechteren (Alpnach) bezeugt. Aufgrund von überlieferten Geländenamen mit keltischen und lateinischen Wurzeln kann gesagt werden, dass in Nidwalden zumindest das Dreieck zwischen Oberdorf, Buochs und Hergiswil dauerhaft besiedelt gewesen ist. Nach dem Untergang des Römischen Reiches blieben die Menschen in der Gegend, wie die überlieferten Orts- und Flurnamen mit voralemannischen Wurzeln zeigen.

## Mittelalter

### Einwanderung der Alemannen
Die Alemannen, ein germanischer Volksstamm, wanderten ab dem 8. Jahrhundert in das Gebiet des heutigen Nidwaldens ein. Anhand alemannischer Flurnamen lässt sich die alemannische Landnahme im Tal und auf den Bergen ansatzweise nachvollziehen. Zuerst liessen sich Alemannen im bereits besiedelten Gebiet in und um die Stanser Ebene nieder, bevor sie in das Engelbergertal und auf die Alpen vorstiessen. Die Einwanderung verlief wahrscheinlich friedlich. Die Alemannen vermischten sich mit der bereits ansässigen gallorömischen Bevölkerung. Bereits älter ist die Stanser Kirche, die bis in die Zeit um 600 zurückgeht, wie archäologische Befunde beweisen. Wann und wie weit die gallorömische Bevölkerung christianisiert worden war, lässt sich allerdings nicht sagen. Wahrscheinlich scheint aber, dass die alemannischen Einwanderer auf eine bereits zumindest zum Teil christianisierte Bevölkerung trafen. Die Stanser Kirche blieb bis ins 10. Jahrhundert, als die Buochser Kirche gebaut wurde, die einzige im Tal. Die Pfarrei umfasste wahrscheinlich das ganze heutige Kantonsgebiet sowie Engelberg.

### Landesausbau im Hochmittelalter
Etwa ab dem 12. Jahrhundert wuchs die Bevölkerung, neues Ackerland und Weiden wurden gerodet. Vor allem Adelsfamilien und Klöster aus dem Mittelland und den Voralpen organisierten diesen Landesausbau: die Adelshäuser Lenzburg, Sellenbüren-Regensberg, Habsburg und Brienz-Ringgenberg-Raron sowie die Klöster Muri, Murbach und das von ihm abhängige Kloster Luzern. Landesausbau war nicht nur eine Vergrösserung der landwirtschaftlich genutzten Fläche. Ebenso wichtig waren der Ausbau und die «Verdichtung» der Adelsherrschaften. Die Herrschaft der Adelshäuser über die Besitzungen in Nidwalden war jedoch nur oberflächlich. Lokale Verwalter, die sogenannten Dienstadligen, handelten zwar offiziell im Auftrag der Adelsfamilien, in Wirklichkeit herrschten sie jedoch recht selbständig. Viele der Adelsbesitzungen verschwanden wieder. Bis 1283 gingen die meisten Besitzungen durch Schenkungen, Verkauf oder Tausch an die Klöster über. Im 13. Jahrhundert blieben nur die beiden Klöster Murbach-Luzern und Engelberg sowie die Adelsfamilie der Habsburger als grössere Herrschaften im Tal übrig. Die Besitzungen der Klöster waren grundherrschaftlich organisiert: Die einzelnen Bauerngüter wurden von Verwaltungszentren, den Dinghöfen, aus verwaltet. Das Kloster Murbach-Luzern hatte noch im 14. Jahrhundert einen solchen Dinghof in Stans mit 18 abhängigen Erblehen und 30 zinspflichtigen Gütern. Das Kloster Engelberg hatte einen etwas kleineren Dinghof in Buochs.

### Landwirtschaft im Hoch- und Spätmittelalter

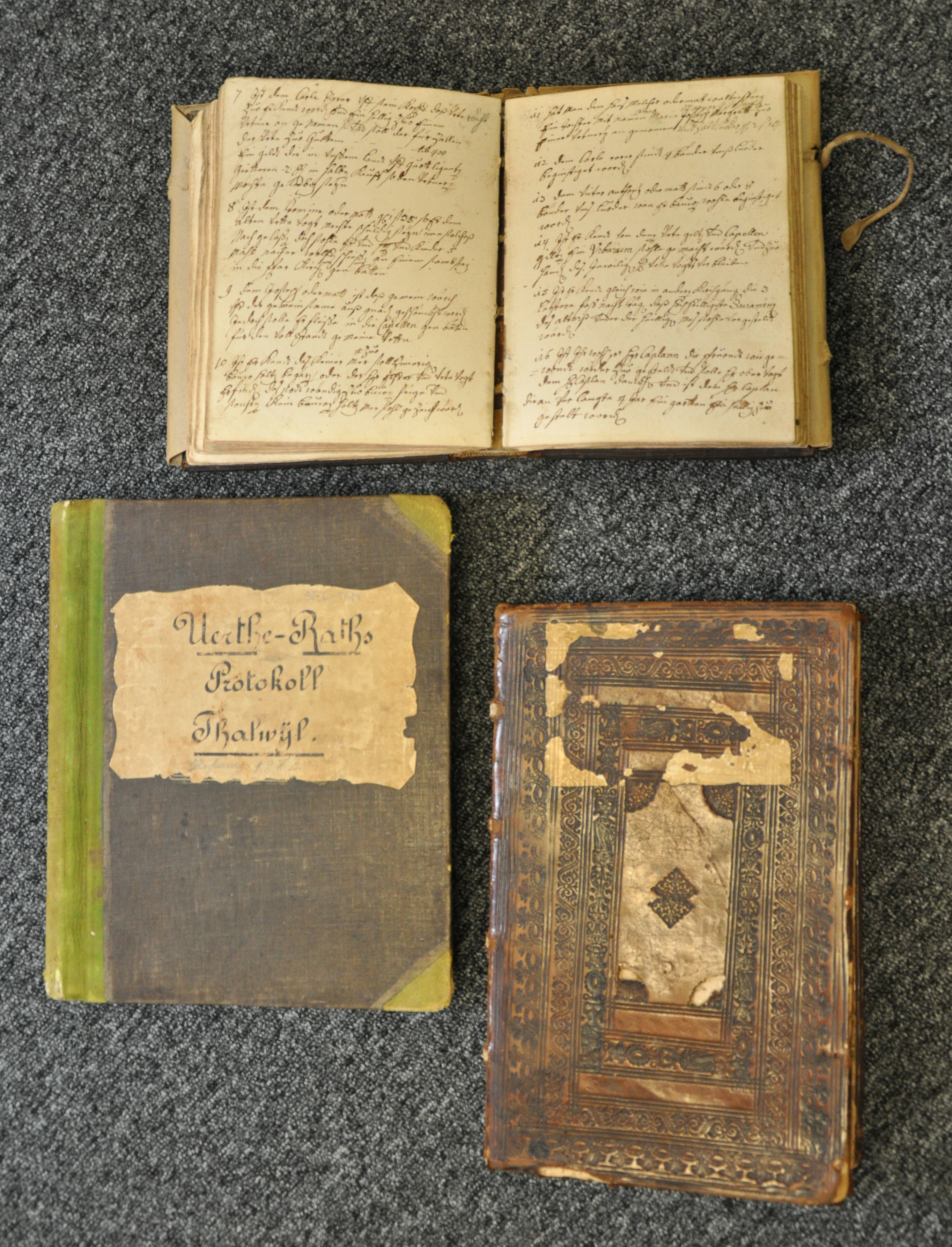
Ürtebücher der Ürtekorporation Dallenwil

In Nidwalden wurde das Land im Hochmittelalter auf verschiedene Arten genutzt: Alp- und Weidewirtschaft, einfacher Ackerbau und Gartenwirtschaft. Die Landwirtschaft diente der Eigenversorgung, der Handel war gering. Eine Zelgenverfassung (genossenschaftlich geregelte Dreifelderwirtschaft), wie sie in anderen Gegenden üblich war, konnte jedoch nicht entstehen. Die unterschiedlichen Nutzungsformen und die nur schwach ausgebildete Herrschaft standen dem entgegen. Wie in anderen Alpentälern ist ab dem 14. Jahrhundert eine Spezialisierung der Landwirtschaft zu beobachten. Grossviehhaltung und Käseproduktion wurden ausgebaut, bis andere Wirtschaftsformen, etwa Ackerbau, im 16. Jahrhundert fast vollständig verschwanden. Die steigende Nachfrage nach Fleisch und Käse in den oberitalienischen Städten machte den Export von Grossvieh und Käse über die Alpen lukrativ, gleichzeitig ermöglichten sinkende Preise den Import von Getreide aus dem süddeutschen Raum. Neben Zürich stieg vor allem die Bedeutung Luzerns als Marktplatz für Getreide. Der Wandel führte aber auch zu Konflikten zwischen Gross- und Kleinbauern um den knapper werdenden Weideplatz für das Vieh.

### Entwicklung der Ürten (Genossenschaften)
Der wirtschaftliche Wandel stärkte die Ürten, wie die lokalen landwirtschaftlichen Genossenschaften in Nidwalden heissen. Ürten gab es bereits seit längerer Zeit, aber erst im Verlauf des landwirtschaftlichen Wandels im Spätmittelalter wuchsen sie zu Körperschaften, in denen sich die lokale Politik abspielte. Genossenschaftliche Elemente sind zuerst in den Dörfern Stans und Buochs fassbar, wo wohl auch gemeinsame Wuhrbauten (Schutzdämme) an der Engelberger Aa eine Rolle spielten. Ab dem 14. Jahrhundert, parallel zur Spezialisierung der Landwirtschaft hin zu einer exportorientierten Grossviehhaltung, traten die Ürten vermehrt in Erscheinung. Ihre politische Bedeutung nahm stetig zu, und die Ürten entwickelten sich zu einer Art Vorläufer der heutigen politischen Gemeinden. Beispiele sind die Dorfeinungen von Buochs aus den Jahren 1399 und 1433, in denen Fragen der landwirtschaftlichen Nutzung geregelt und Bedingungen für die Aufnahme neuer Dorfleute formuliert wurden. Die Ürten blieben bis ins 19. Jahrhundert tragende Elemente der Staatsorganisation.

### Unterwalden, Ob- und Nidwalden

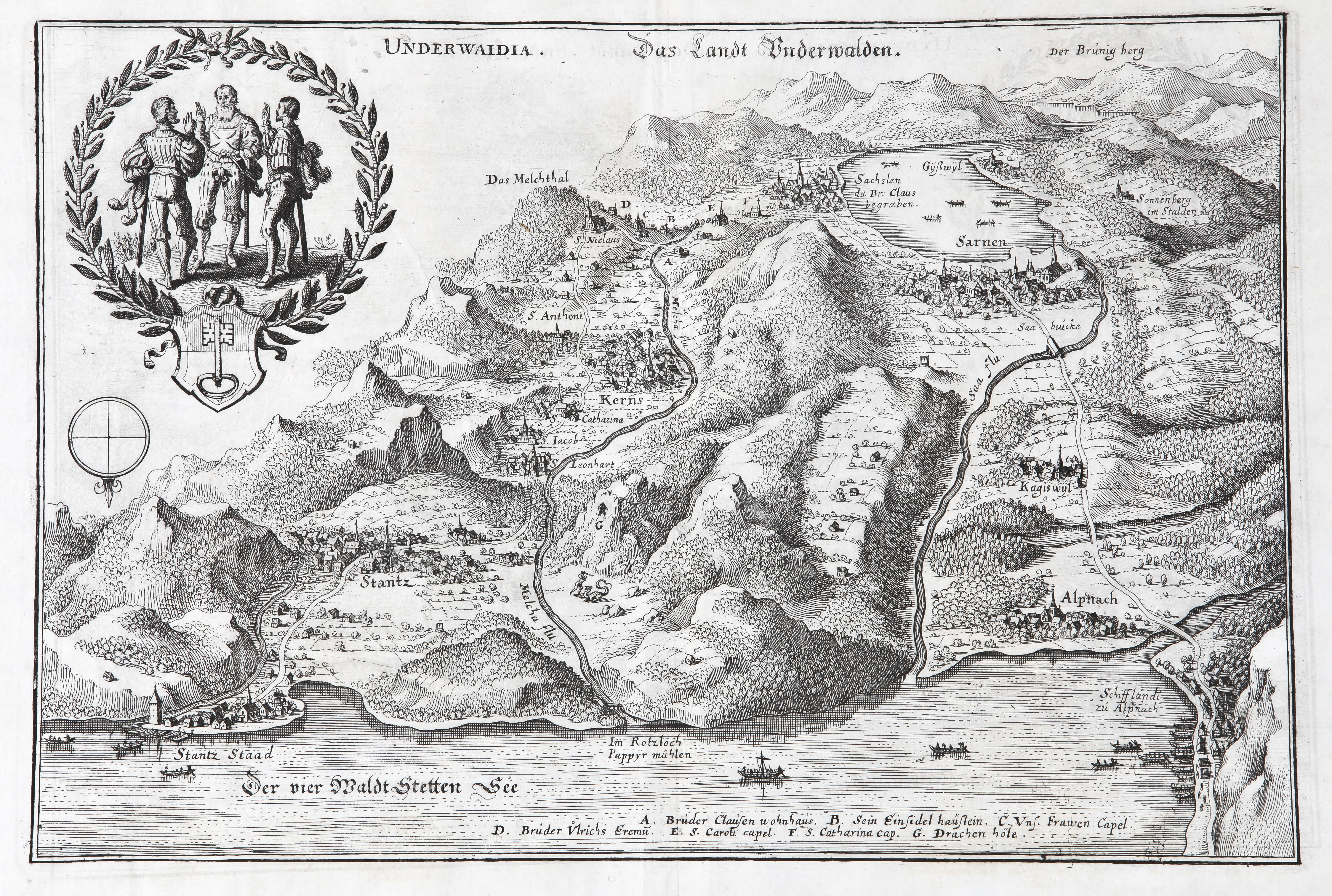
Matthäus Merians Karte «Das Landt Unterwalden» von 1650

Bis 1999 galten Ob- und Nidwalden zusammen mit den beiden Basel und den beiden Appenzell offiziell als Halbkantone. Während die Entstehung der Basler und Appenzeller Halbkantone recht genau bekannt ist, kann die Entstehung Unterwaldens, bzw. Ob- und Nidwaldens, wegen der Quellenarmut im späten Mittelalter nur lückenhaft nachgezeichnet werden. Sicher ist, dass die Bezeichnungen Unterwalden sowie Ob- und Nidwalden ins Spätmittelalter zurückgehen, wobei die Bezeichnung «Unterwalden» älter ist als die beiden Länderorte Ob- und Nidwalden. Der Name Unterwalden bedeutet ursprünglich «im Wald gelegen» und taucht zuerst in lateinischer Form (inter silvas) im 12. Jahrhundert als Bezeichnung für die klösterlichen Besitzungen in der Region auf. «Unterwalden» geht auf die Habsburger und vor allem auf die Reichsvogtei Waldstätte zurück. 1291 kaufte König Rudolf von Habsburg die Besitzungen des Klosters Murbach-Luzern in den beiden Tälern (v. a. die grundherrlichen Rechte an den Klosterhöfen in Stans, Alpnach und Giswil). Zusammen mit Vogteirechten über die lokal begüterten Klöster Engelberg, Beromünster und der Obervogtei über Murbach-Luzern entstand eine Herrschaftsklammer über grosse Teile beider Täler. Diese blieb aber wohl blosser Anspruch, die lokalen Dienstadligen walteten wahrscheinlich recht selbständig. Nach dem Tod des Habsburgischen Königs Albrecht bildete König Heinrich VII. aus diesen Herrschaftsrechten 1309 «Unterwalden», verlieh ihm die Reichsfreiheit und schlug es zur neu geschaffenen Reichsvogtei Waldstätte. Die Reichsvogtei übertrug er dem Grafen Werner von Homberg zur Verwaltung – ein Vorgehen, das gegen die Habsburger, die direkten Konkurrenten Heinrichs VII. gerichtet war. Unterwalden war ursprünglich der rechtstopographische Begriff für einen Teil der Reichsvogtei Waldstätte, es war keine autonome Gemeinde und kein Kanton. Die alten Rechtsverhältnisse innerhalb der Reichsvogtei Waldstätte wurden jedoch in der sich bildenden Eidgenossenschaft bewahrt. Der Name Unterwalden erschien fortan immer noch in den eidgenössischen Bündnissen, obwohl Unterwalden und die Reichsvogtei nach 1330 auseinanderfielen. Die sich im Gebiet Unterwaldens erst formenden eidgenössischen Länderorte Ob- und Nidwalden «erbten» das Stimmrecht Unterwaldens, das in zwei halbe Stimmen aufgeteilt wurde. Bis 1798 hatten Nidwalden und Obwalden zusammen nur eine Stimme und konnten ihre Gesandten nur abwechslungsweise an die eidgenössische Tagsatzung schicken. Diese Regelung führte immer wieder zu mehr oder weniger heftigen Streitigkeiten um die Verteilung der Bundesrechte. Solche Aufteilungen bestehender Stimmrechte lassen sich auch bei den späteren Trennungen in Halbkantone beobachten: Auch als die Stände Appenzell 1597 und Basel 1833 in Halbkantone aufgeteilt wurden, erbten die neu gebildeten Halbkantone je die Hälfte des bisherigen Stimmgewichts.

### Entstehung des Länderorts Nidwalden
Nach dem Niedergang der Reichsvogtei und dem Wegfallen der adligen Landesherrschaft (Abzug der Habsburger nach Österreich) entwickelten sich die Waldstätte nach 1320 selbständig weiter, in Ob- und Nidwalden entstanden eigenständige eidgenössische Länderorte, welche sich in die sich formende Eidgenossenschaft integrierten. Ab den 1330er Jahren wuchs Nidwalden mit der Zeit zu einer eigenständigen Herrschaft, dem eidgenössischen Länderort Nidwalden, zusammen. Gleichzeitig gewannen reiche Grossbauern wie etwa die Familien Amstein oder Zelger durch den landwirtschaftlichen Wandel (Ausbau der Grossviehzucht) grösseren politischen Einfluss. Um sich weitere Weidegebiete zu erschliessen, machten sie dem Kloster Engelberg und den verbliebenen Dienstadligen die Weiderechte streitig. So sind aus dieser Zeit verschiedene, zum Teil heftige Konflikte um Weideland und Holzschläge bekannt. Im Gegensatz zu den aufstrebenden Bauerngeschlechtern, die ihre Stellung aus ihrer wirtschaftlichen Kraft bezogen, gründete das Ansehen der lokalen Dienstadligen weiterhin auf den verblassenden Strukturen der Reichsvogtei Waldstätte und der Beziehung zum überregionalen Adel. 1382 eskalierte der Streit so weit, dass die Dienstadelsfamilien aus Nidwalden verbannt wurden. Bis um 1400 lösten sich dann die grundherrlichen Dinghöfe vollends auf, und die Ürten traten an ihre Stelle: Lokalpolitik wurde fortan in den Ürten gemacht. Gleichzeitig sind die ersten Anzeichen eines eigenständigen Nidwaldner Länderorts sichtbar: Ab 1398 tauchen ein Rat und die Landsgemeinde in den Quellen auf, und ab 1389 ist ein Neunergericht, ab 1400 ein Elfergericht mit Vertretern aus allen elf Ürten belegt. Im 15. Jahrhundert konnten die Nidwaldner ihre Herrschaft auf Kosten des Klosters Engelberg im Titlisgebiet erweitern, und 1417 erhielten sie mit dem Blutbann das Recht, Kapitalverbrechen zu bestrafen. Dennoch blieb die staatliche Ordnung insgesamt so schwach, dass Nidwalden zur Lösung innerer Konflikte regelmässig auf eidgenössische Schiedsgerichte angewiesen war. Erst mit der verstärkten Integration in das eidgenössische Bündnisgeflecht, der Expansion ins Tessin (zusammen mit Uri und Schwyz) und mit den französischen Soldpensionen festigte sich der Länderort zu Beginn des 16. Jahrhunderts.

## Frühe Neuzeit

### Legendenbildung und Identitätsstiftung

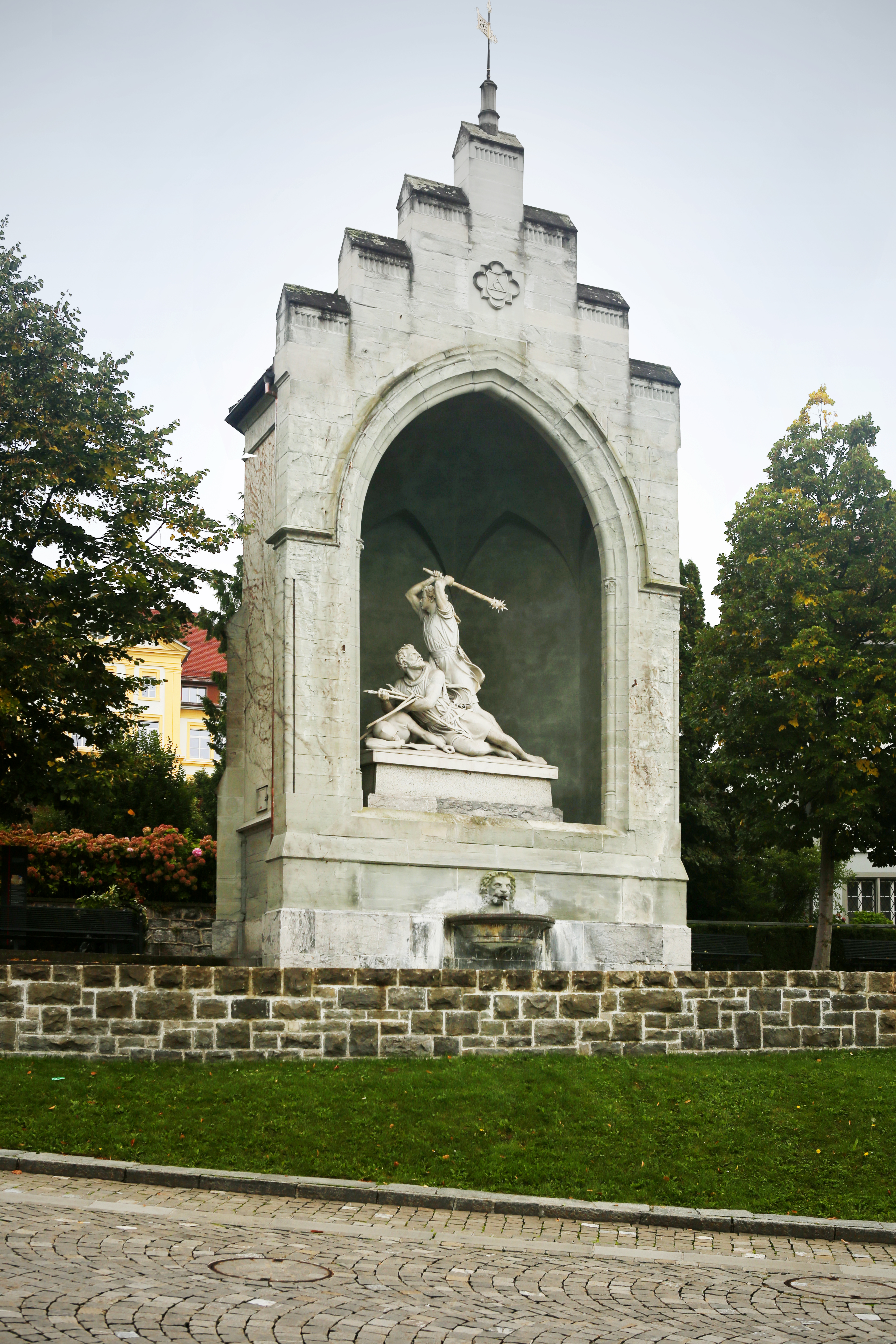
Winkelrieddenkmal in Stans

Arnold von Winkelried, der den Eidgenossen 1386 mit seiner Heldentat den Sieg in der Schlacht von Sempach geschenkt haben soll, ist in zeitgenössischen Quellen nicht belegt. Er taucht erst im 16. Jahrhundert in Heldenliedern auf. Die Forschung geht heute davon aus, dass Winkelried keine historische Person war. Der Mythos des Schlachthelden Winkelried war dennoch sehr bedeutend. Seit dem 14. Jahrhundert war in Nidwalden eine eigenständige Ordnung entstanden, die noch auf unsicheren Beinen stand und gefestigt werden musste. In dieser Entwicklung diente Winkelried den Nidwaldnern – und den Eidgenossen – ab dem 16. Jahrhundert als Vorbild und als Identifikationsfigur. Das erklärt auch, wieso Winkelried zu dieser Zeit zwar in Heldenliedern, jedoch nicht in Gefallenenlisten auftaucht. Eine ähnliche Rolle für das Selbstbewusstsein der Nidwaldner spielten auch die Herkunfts- und Wappenlegenden, die im 16. Jahrhundert in Chroniken, Liedern und Sagen auftauchen. Diese erzählen, wie die Nidwaldner von noblen Römern abstammten und vor langer Zeit im Kampf für den Papst den Schlüssel als Wappen erhielten. 1512 verlieh Papst Julius II. diesen Herkunftslegenden quasi offiziellen Charakter, indem er den Nidwaldnern gestattete, den Doppelschlüssel in ihrem Wappen zu führen, und dabei die Legenden «bestätigte».

### Gegenreformation
In der Reformationszeit blieb Nidwalden zusammen mit der ganzen Innerschweiz der katholischen Religion treu und unterstützte die Gegenreformation. Insbesondere Landammann Melchior Lussi, der führende Nidwaldner Politiker im 16. Jahrhundert, engagierte sich in der Gegenreformation. Er war ein Freund von Carlo Borromeo und 1562–63 Gesandter der katholischen Orte am Konzil von Trient. Die Kirchenreformen des Konzils von Trient mussten in Nidwalden anfänglich gegen den Volkswillen durchgesetzt werden. Zum Durchbruch verhalf ihnen schliesslich der Kapuzinerorden, den Melchior Lussi 1582 nach Stans geholt hatte.

### Bevölkerung, Wirtschaft und Gesellschaft bis 1800

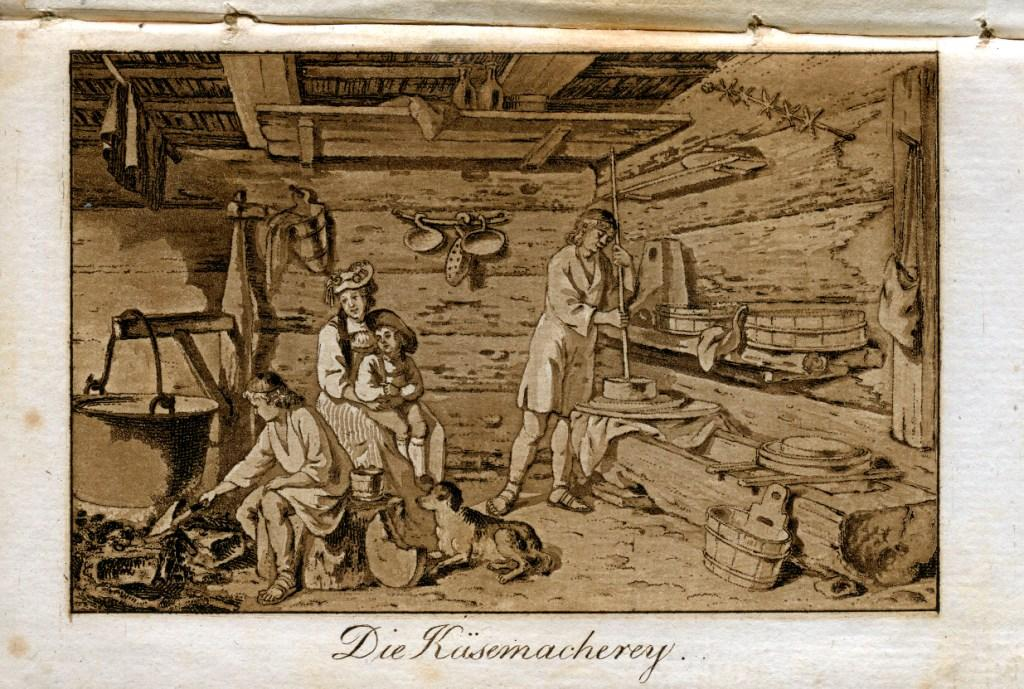
Unterwaldner Sennen beim Käsen

Übers Ganze gesehen, wuchs in der frühen Neuzeit die Bevölkerung. Lebten Ende des Mittelalters geschätzte 7000 Menschen in ganz Unterwalden, wurden 1799 in der helvetischen Volkszählung allein in Nidwalden 8496 Einwohner erfasst. Im Vergleich mit anderen Regionen war das Wachstum jedoch eher gering; die Wirtschaftsweise liess kein grösseres Wachstum zu. Die zum Teil hohen Bevölkerungsverluste durch die wiederholten Pestepidemien wurden jeweils relativ rasch kompensiert. Kriege und Hungerkrisen beeinflussten das Bevölkerungswachstum – mit Ausnahme des sogenannten Franzosenüberfalls von 1798 – nicht nachhaltig. Die Vieh- und Alpwirtschaft, die sich im Spätmittelalter herausgebildet hatte, blieb auch in der Frühneuzeit bestimmend, so dass Nidwalden im 18. Jahrhundert als Hirtenland bezeichnet wurde. Neben der Landwirtschaft lassen sich in den grösseren Ortschaften auch Kleingewerbe und Handwerk nachweisen. Bescheidene Anfänge von Industrie sind ab 1598 im Rotzloch (Stansstad) nachweisbar, wo sich neben einer Papierfabrik bis 1626 weitere Betriebe ansiedelten: Öltrotte, Sägerei, Pulvermühle, Gerberei und Eisenschmelze. Die Wirtschaft vermochte jedoch nicht allen Einwohnern ein Auskommen zu verschaffen. Vielen ärmeren Männern blieb wohl nur der Ausweg, sich in den Solddienst anwerben zu lassen und in einem der zahlreichen Schweizer Regimente in der Fremde Dienst zu leisten. Bis Ende des 18. Jahrhunderts existierten in allen Gemeinden wenigstens für das Winterhalbjahr «deutsche Schulen». Diese waren aber schlecht besucht, weil die Eltern sie häufig unnötig fanden. Knaben der Oberschicht erhielten erst Privatunterricht bei Geistlichen und besuchten anschliessend für ein paar Jahre die Klosterschule Engelberg oder ein Jesuitenkollegium, meist jenes von Luzern. 1749 gründeten zwei Geistliche die Stanser Lateinschule, welche 1788 von den Kapuzinern übernommen wurde.

### Ancien Régime (1600–1798)
Die Soldbündnisse, welche die führenden Geschlechter mit Venedig, Spanien, Savoyen und insbesondere Frankreich schlossen, brachten dem Staatsschatz, vor allem jedoch ihnen selbst reiche Geldeinkünfte. Dennoch verstand sich Nidwalden im Ancien Régime als Popularstand und «Demokratie», war doch jeder Landmann ab dem 14. Altersjahr an der Landsgemeinde stimmberechtigt. Jedoch beschränkte sich die Entscheidungsfreiheit auf die Vorschläge einer kleinen, familiär eng verbundenen Elite. Die führenden Familien der Zelger, Lussi/Trachsler, Leu/Achermann und Keyser, welche die Regierungsämter unter sich aufteilten, übten die tatsächliche Macht aus. Mehrmals versuchten sie zudem, die Rechte der Landleute an der Landsgemeinde abzuschaffen oder wenigstens einzuschränken. Trotz kleinster Verwaltung war das Leben der Landleute vor der Aufklärung rigoros geregelt. Das Volk war der Obrigkeit zum unbedingten Gehorsam verpflichtet, Abweichler oder «Unruhige» wurden unerbittlich verfolgt und hart bestraft – oft mit Billigung des Volkes, wie die Hexenprozesse zeigen.

## Moderne

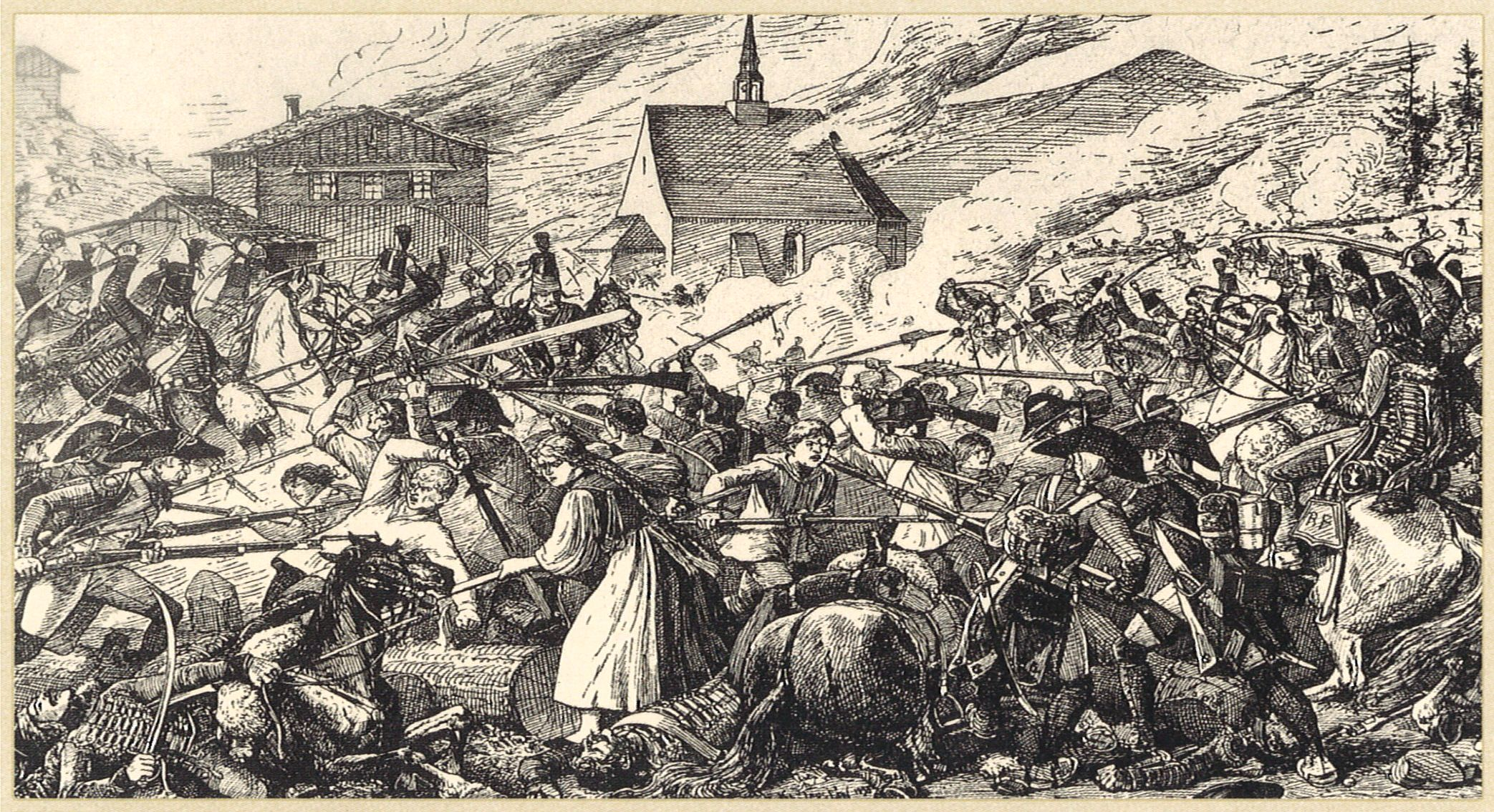
«Kampf beim Drachenried» (Allweg, Ennetmoos) während des Franzosenkriegs 1798, Druckgrafik um 1900

### Franzosenkrieg von 1798
Auch nach dem Untergang des Ancien Régime und der Errichtung der Helvetischen Republik 1798 hatte das Gedankengut der Aufklärung in Nidwalden kaum ein Echo gefunden. Die helvetische Verfassung stiess aus religiösen und politischen Gründen auf breite Ablehnung. Fanatisiert durch ultrakonservative Geistliche, stürzten sich die Nidwaldner Truppen am 9. September 1798 in eine aussichtslose Schlacht gegen die französische Armee unter General Schauenburg. Rund 100 Nidwaldner und ebenso viele Franzosen fielen im Kampf, und weitere gut 300 Nidwaldnerinnen und Nidwaldner kamen bei den anschliessenden Massakern ums Leben. Die Dörfer Ennetmoos, Stansstad, Buochs und Stans wurden geplündert und stark verwüstet. Elend und Not der Überlebenden waren gross, weshalb in der ganzen Schweiz «Liebesgaben» für die notleidende Bevölkerung gesammelt wurden. Johann Heinrich Pestalozzi kam nach Nidwalden, um sich der Waisenkinder anzunehmen. Die militärische Besatzung, Zwangsmassnahmen der neuen helvetischen Behörden, Verhaftungen und Deportationen verschlimmerten die Lage zusätzlich und verschärften den Groll in der Bevölkerung.

### Rückkehr zur alten Ordnung und neue Gedanken
Die helvetische Ordnung hatte keinen Bestand: Nach dem Abzug der französischen Truppen aus der Schweiz 1802 wurde in Nidwalden die Landsgemeinde wieder eingeführt und Schritt für Schritt zur alten Ordnung zurückgekehrt. 1815 verweigerte Nidwalden trotzig und politisch ungeschickt die Zustimmung zum neuen eidgenössischen Bundesvertrag und trat gar aus dem Bund aus. Erst nach dem Einmarsch von Bundestruppen lenkte Nidwalden ein, bezahlte seinen Widerstand jedoch mit dem Verlust Engelbergs an Obwalden. Darauf folgende Ressentiments und Unruhen prägten die erste Hälfte des 19. Jahrhunderts und verstärkten die Spannungen zwischen konservativen und fortschrittlichen Kräften im Kanton. Ab den 1830er Jahren nahmen vermehrt auch liberale, eidgenössisch gesinnte Persönlichkeiten Einfluss auf das öffentliche Leben. Sie fanden sich in der «Rotzloch-Gesellschaft» – benannt nach ihrem Tagungsort – oder im «Vaterländischen Verein» zusammen. Ihre Zeitung, das Nidwaldner Wochenblatt, wurde jedoch auf Betreiben der Geistlichkeit 1844 nach wenigen Nummern verboten. Viele Liberale und auch aufgeschlossene Konservative begannen, sich im Privaten sozial zu engagieren: Sie waren massgeblich an der Gründung der ersten Bank im Kanton (Ersparniskasse Nidwalden), an der Förderung der Bildung (Sekundarschulen) sowie an der Errichtung des Kantonsspitals beteiligt. Ein wichtiges Anliegen war ihnen die wirtschaftliche Entwicklung; die Bevölkerung sollte Zugang zu mehr und vielfältigeren Erwerbsmöglichkeiten bekommen.

### Nidwalden im Sonderbund und im Bundesstaat

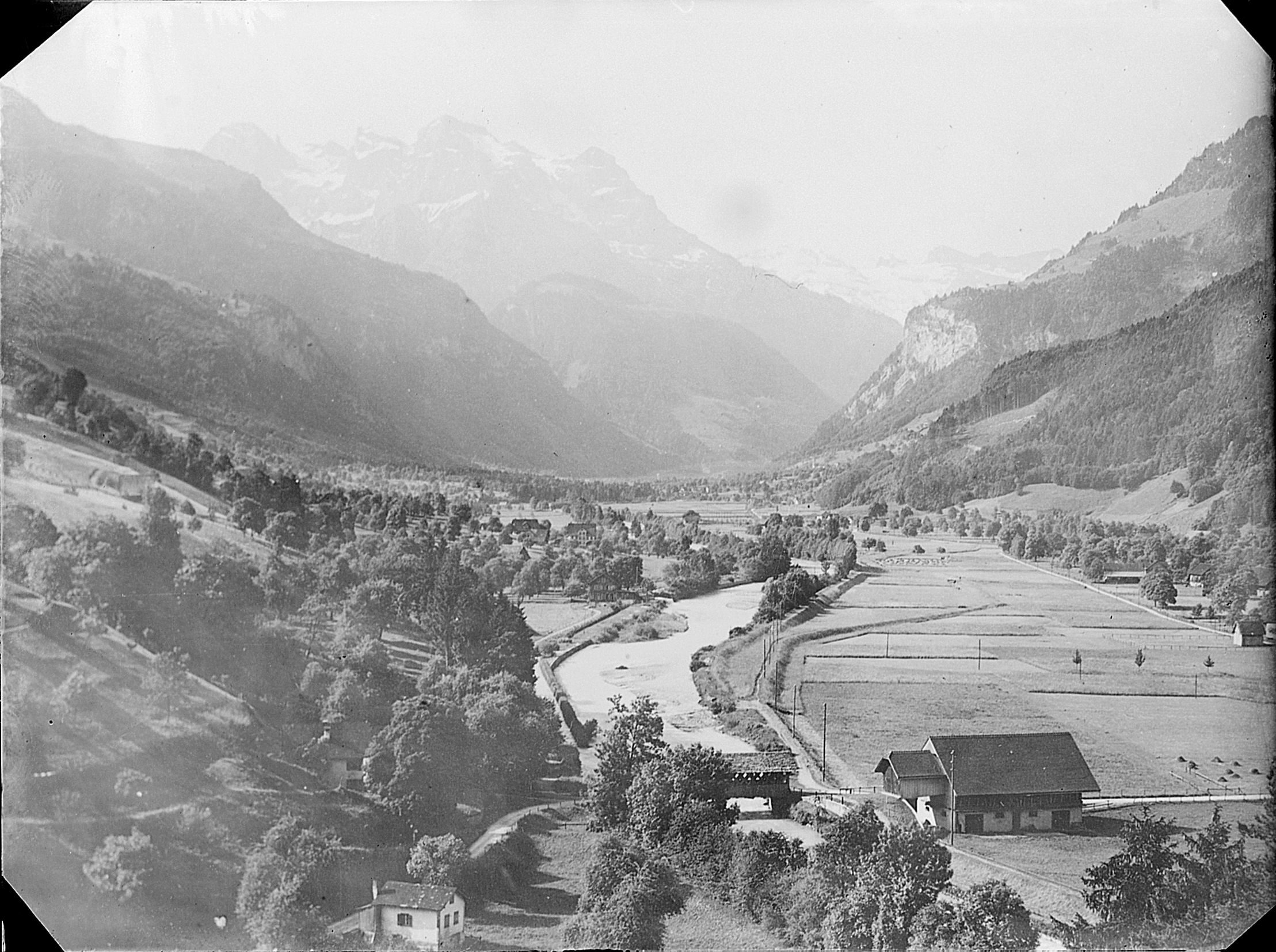
Engelbergertal mit Engelberger Aa, Blick von Oberdorf Richtung Dallenwil

Den Bemühungen um die Bundesstaatsgründung stand die konservative Mehrheit entschieden ablehnend gegenüber. Nidwalden schloss sich 1845 dem Sonderbund der katholischen Kantone an, der die Bundesrevision bekämpfte. Auch nach der Niederlage gegen die eidgenössischen Truppen im Sonderbundskrieg von 1847 verstummte die konservative Opposition nicht, doch fügte sich Nidwalden diesmal dem Mehrheitsentscheid der Kantone. Die Nidwaldner Kantonsverfassung von 1850 enthielt grundlegende demokratische Neuerungen: Die neu geschaffenen Bezirksgemeinden (heute politische Gemeinden) übernahmen die politischen Aufgaben der Ürten. Die Presse-, Meinungs-, Niederlassungs- und Vereinsfreiheit wurde garantiert, die Amtsdauer der Behördenmitglieder beschränkt. Eine Gewaltentrennung gab es aber noch nicht, der regierende Landammann war zum Beispiel immer noch oberster Richter, und der Nidwaldner Landrat blieb für Strafrechtsprozesse zuständig. Dennoch stehen zahlreiche neu erstellte Schulhäuser und Infrastrukturbauten, die Durchführung des Eidgenössischen Schützenfests in Stans 1861 sowie der Bau des Winkelrieddenkmals 1865 für eine behutsame Öffnung und die wachsende Akzeptanz des Bundesstaats. In der revidierten Kantonsverfassung von 1877 erschienen die Armen- und Schulgemeinden als autonome kommunale Körperschaften. Die Armengemeinden wurden 1980 aufgehoben, die autonomen Schulgemeinden existierten als Nidwaldner Spezialität bis in die jüngste Zeit. In rund der Hälfte der Nidwaldner Gemeinden fusionierte seit der Jahrtausendwende die Politische mit der jeweiligen Schulgemeinde.

### Wirtschaft und Bevölkerung bis zum Zweiten Weltkrieg
Bis ins 20. Jahrhundert war Nidwalden ein Agrarkanton. Verkehrsmässig war der Kanton schlecht erschlossen, und Industrialisierung hatte es im 19. Jahrhundert kaum gegeben. Die Bevölkerung stand dem «Fabrikleben» skeptisch gegenüber, und die vermögende Bevölkerungsschicht bevorzugte die traditionellen Wirtschaftszweige Viehzucht, Käseherstellung und -handel, Obstbau sowie den Kapitalhandel mit bodengebundenen Wertpapieren (Gülten). Die Papierfabrik im Rotzloch und die Seidenspinnerei in Buochs blieben lange die einzigen grösseren Industriebetriebe in Nidwalden. Wegen des Ausbleibens der Industrialisierung und der schlechten Verkehrslage war das Bevölkerungswachstum im Vergleich zur Schweiz bis 1870 unterdurchschnittlich, und bis 1930 blieb es gering.

### Aufschwung dank Tourismus

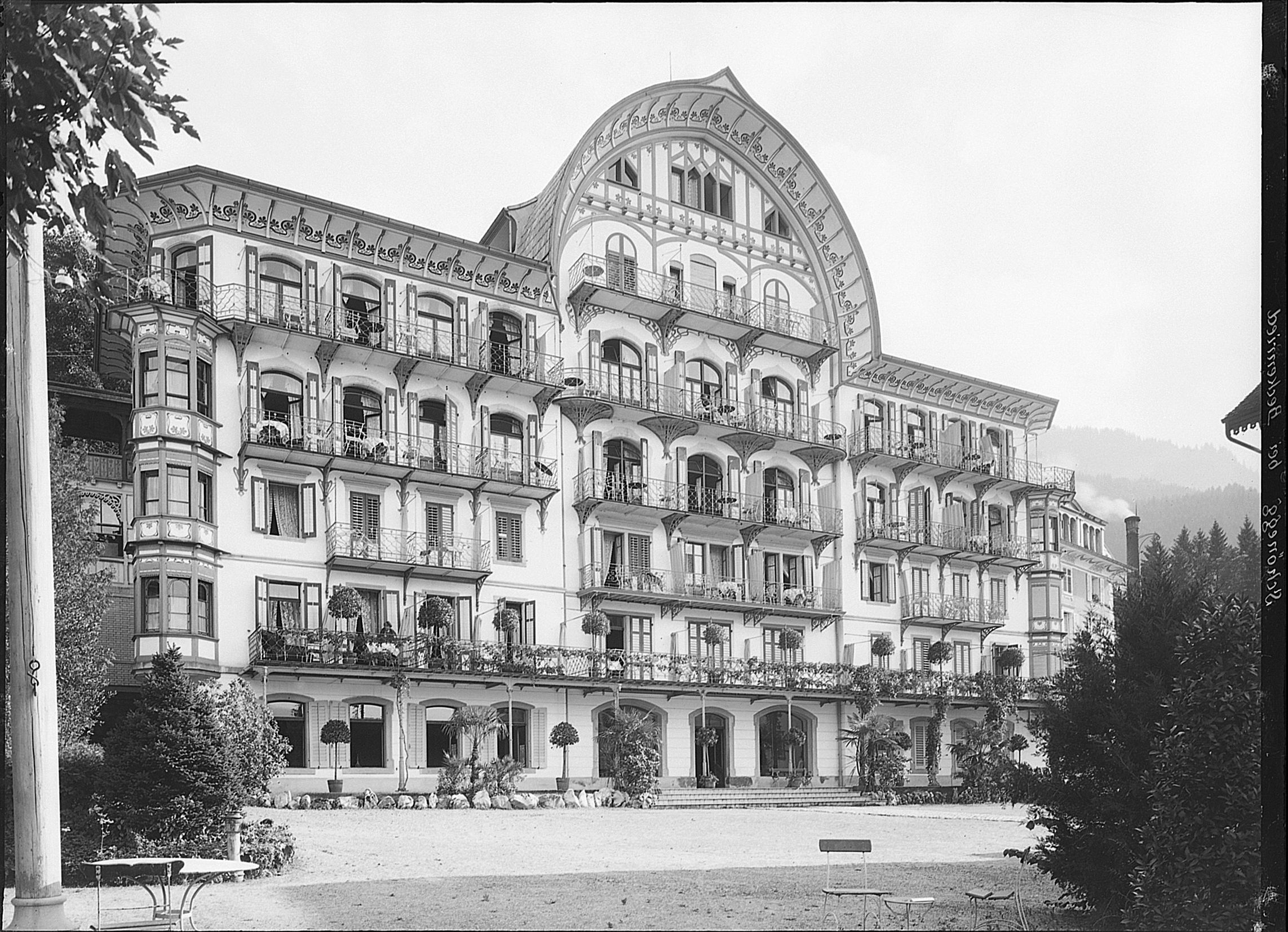
Kuranstalt Schöneck, Emmetten

Neue Verdienstmöglichkeiten brachte ab den 1870er-Jahren der Tourismus. Die Belle-Époque-Hotels auf dem Bürgenstock, in Fürigen und Emmetten (Schöneck) erlangten internationale Bedeutung. Daneben etablierten sich fast alle Gemeinden als Sommerferienorte für ein mittelständisches Publikum. Der neue Wirtschaftszweig beschäftigte einen wachsenden Teil der Bevölkerung – auch Frauen – und wurde zu einer Stütze lokaler Wirtschaft. Direkt oder indirekt profitierten auch die Verkehrsdienstleister, der Lebensmittelhandel, die Landwirtschaft und das Gewerbe vom Tourismus. Und schliesslich brachte der Ausbau der touristischen Infrastruktur moderne Errungenschaften wie elektrisches Licht und verbesserte Wasserversorgung, aber auch bessere Verkehrsverbindungen und Telefonanschlüsse, die auch der einheimischen Bevölkerung zugutekamen. Für die touristische Erschliessung von Nidwalden waren insbesondere zwei liberale Tourismuspioniere, der Kernser Franz Josef Bucher-Durrer und der Stansstader Kaspar Blättler, verantwortlich. Bucher-Durrer baute in Nidwalden die Bürgenstock-Hotels und die Stanserhornbahn, Blättler errichtete 1860 die erste Acheregg-Brücke und betrieb ein Kurhotel im Rotzloch. Der Tourismus-Boom brach mit dem Ausbruch des Ersten Weltkriegs ein, die Branche vermochte sich auch nach Kriegsende nur zögerlich zu erholen.

### Nidwalden im Ersten Weltkrieg
Obwohl die Schweiz vom Kriegsgeschehen verschont blieb, war der Erste Weltkrieg eine Zeit der wirtschaftlichen, politischen, sozialen und administrativen Krisen. In Nidwalden galt es vorerst, die eingerückten Soldaten im Alltag zu ersetzen und die Versorgung – insbesondere mit Heu und Lebensmittel – sicherzustellen. Die angespannte Versorgungslage verschlechterte sich ab 1916 noch einmal und entspannte sich erst ab 1919. Um die Anbaufläche langfristig auszudehnen, wurde im Oktober 1918 ein grossangelegtes Meliorations- und Drainageprojekt in den Korporationen Stans, Buochs und Ennetbürgen in Angriff genommen, welches auch als Beschäftigungsprogramm diente. Die trockengelegte Fläche wurde zum Ausgangspunkt der späteren Industrialisierung mit Militärflugplatz und den Pilatus Flugzeugwerken. Ab Januar 1916 begann die Schweiz mit der Internierung von Kriegsgefangenen. In Nidwalden wurden die deutschen und österreich-ungarischen Internierten auf die Gemeinden verteilt und in den leerstehenden Hotels einquartiert. Erst freundlich empfangen und mit Solidaritätsaktionen unterstützt, kam es ab 1917 vermehrt zu Spannungen zwischen den Internierten und der einheimischen Bevölkerung. Die Spanische Grippe, welche die Schweiz ab 1918 wellenartig erfasste, forderte in Nidwalden 90 Todesopfer. Im Vergleich mit anderen Kantonen kam der Kanton damit glimpflich davon. Dennoch waren die vom Regierungsrat verordneten Massnahmen – u. a. Schulschliessungen, Versammlungsverbote und Abstandsregeln – auch hier einschneidend.

### Der Bannalp-Streit

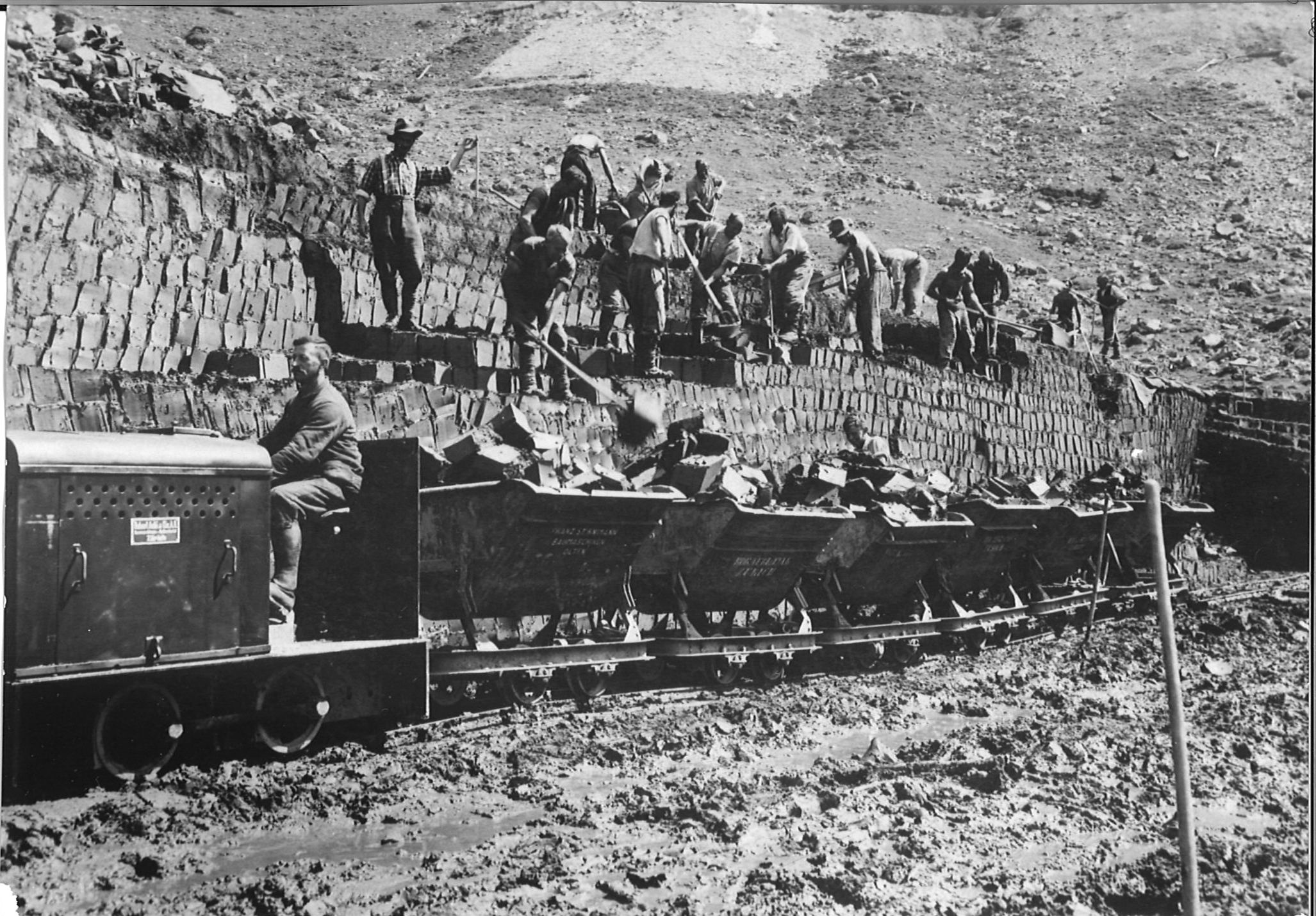
Bauarbeiten am Staubecken des Kraftwerks Bannalp Wolfenschiessen 1935–1937

Zu Auseinandersetzungen quer durch die Parteien führte in den 1930er Jahren die Idee der Eigenversorgung mit elektrischem Strom. 1934 setzte sich nach heftigen Kämpfen eine Volksbewegung für den Bau eines Stausees auf der Bannalp mit einem Kraftwerk in Oberrickenbach in der Landsgemeinde gegen die Mehrheit von Regierung und Landrat durch. Die neuen Kräfte dominierten in der Folge die Regierung und lieferten sich mit den Gegnern heftige Auseinandersetzungen, die den politischen Frieden im Kanton weiterhin strapazierten. Beide Seiten führten Kampagnen, die auch mit persönlichen Verunglimpfungen und aggressiver Propaganda operierten. Das politische Erdbeben verebbte erst im Verlauf des Zweiten Weltkriegs. Das politische Erbe der «Bannalper» bestand auf lange Sicht in einem wirtschaftsfreundlicheren Konservativismus. Der Entscheid zum Bau des eigenen Kraftwerks sollte sich als klug erweisen. Die Gewinne aus dem Stromverkauf erleichterten es dem Kanton, weitere grosse Infrastrukturprojekte, vor allem im Autobahn- und Eisenbahnbau und Bauwerke zum Schutz der Infrastruktur vor Naturgefahren zu finanzieren.

### Nidwalden im Zweiten Weltkrieg

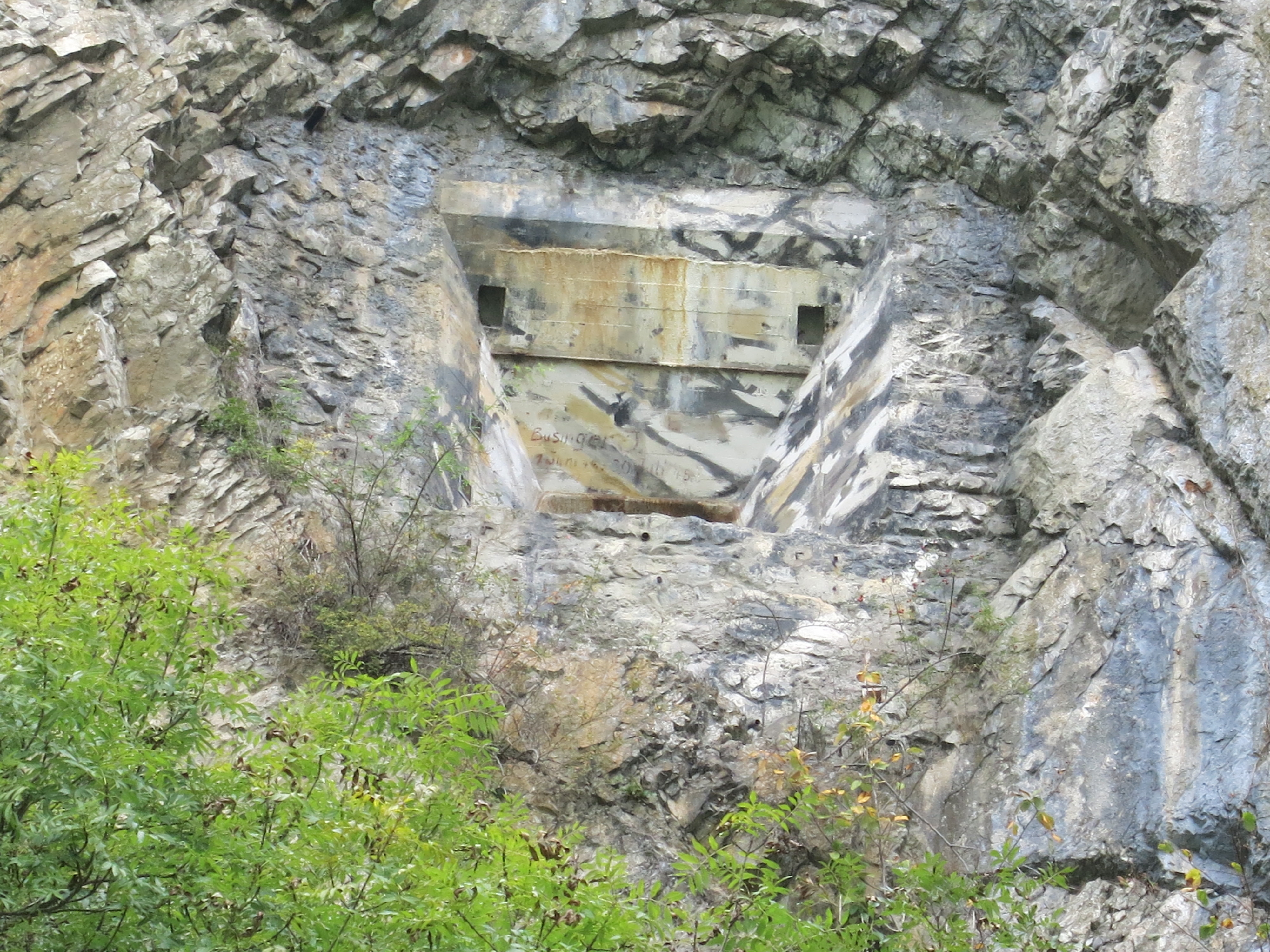
Haubitzenscharte der Festung Mueterschwanderberg

Die Geistige Landesverteidigung – der unbedingte Wille, die Unabhängigkeit der Schweiz zu bewahren und notfalls militärisch zu verteidigen – prägte auch Nidwalden zur Zeit des Zweiten Weltkriegs. Sie förderte den Zusammenhalt in der Bevölkerung und half, den schwierigen Alltag zu bewältigen, der durch Rationierung, Reglementierung und Einschränkungen geprägt war. Die grösste Herausforderung war der militärische Aktivdienst: Über zwei Jahre verbrachten die Wehrpflichtigen durchschnittlich im Dienst. In dieser Zeit fehlten sie zuhause, die Frauen waren umso stärker gefordert. Um die Nahrungsmittelversorgung zu verbessern, strebte der Bundesrat einen massiven Ausbau der landwirtschaftlichen Produktion an. Im Rahmen der sogenannten Anbauschlacht wurden Vorgärten, Rabatten und Sportplätze zu Landwirtschaftsland. Zudem wurden in Nidwalden 48 Meliorationsprojekte realisiert, darunter die Entwässerung des Stansstader- und des Drachenrieds in Ennetmoos. Von der grossen Bedeutung Nidwaldens für die militärische Réduit-Strategie zeugen bis heute zahlreiche Artillerieforts, Infanteriewerke und Geländehindernisse, z. B. Festung Fürigen, Festung Mueterschwanderberg mit Sperrstelle Drachenried, Festung Wissiflue, Artilleriewerk Ursprung, Artilleriewerk Kilchlidossen und die Seesperre Nas. Auch der Flugplatz Buochs wurde in dieser Zeit ausgebaut. Die Réduit-Strategie bewirkte aber auch, dass wohlhabende Basler und Zürcher Familien während des Krieges zeitweise aus gefährdetem Grenzgebiet hinter die Réduitgrenzen in ihre Ferienwohnungen in Beckenried oder ins Hotel Fürigen ob Stansstad zogen, wo sie sich sicherer fühlten.

### Gesellschaft und Kultur im 19. und 20. Jahrhundert

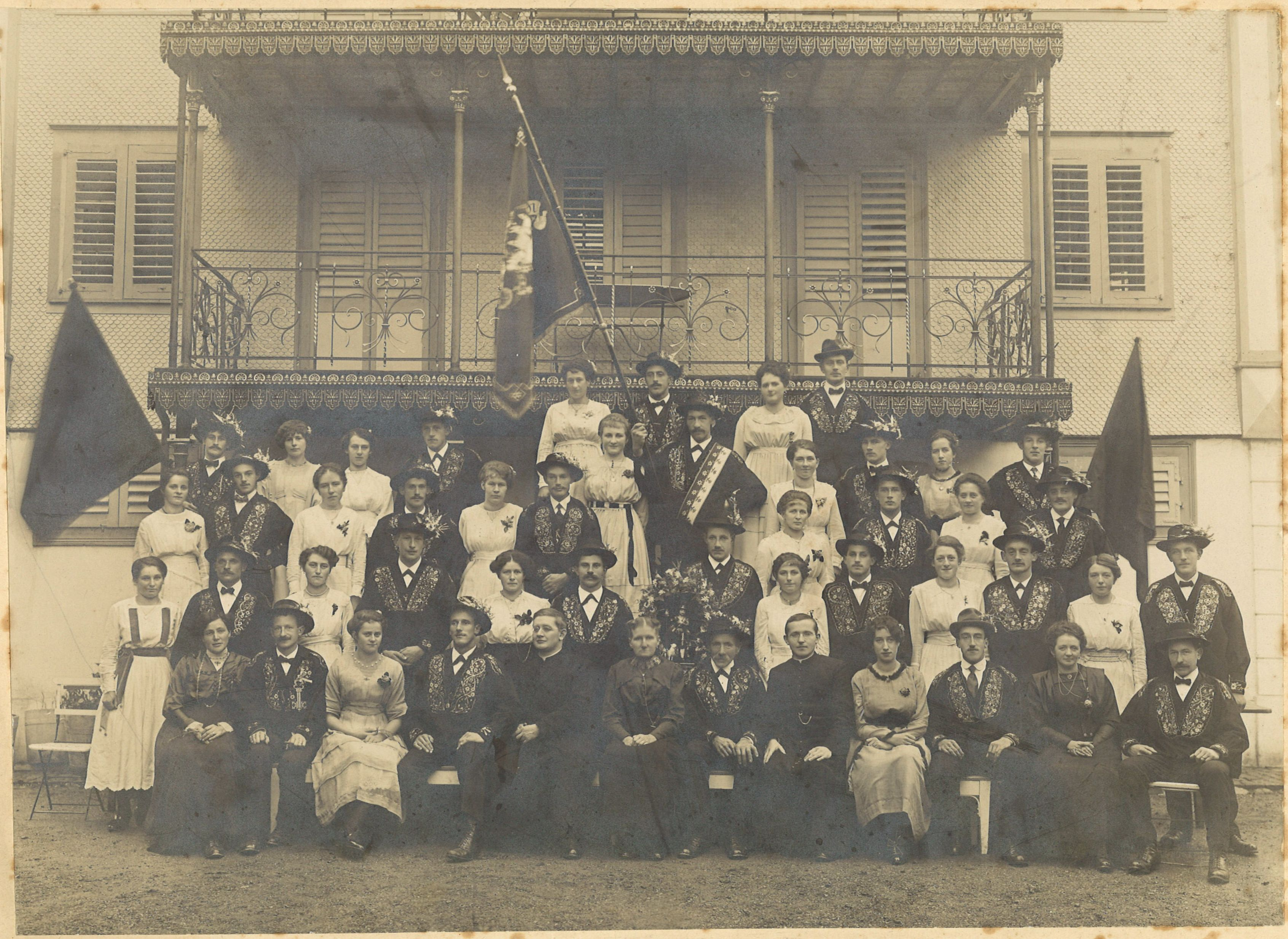
Älperchilbi Beckenried 1919

Die katholische Kirche war traditionell eng verquickt sowohl mit der Politik als auch mit allen anderen Belangen des gesellschaftlichen Lebens und wurde bis nach dem Zweiten Vatikanischen Konzil von der grossen Mehrheit der Bevölkerung als oberste moralische Autorität akzeptiert. Dies galt namentlich auch für Schule und Bildung, wo der kirchliche Einfluss durch das enorme Engagement von Ordensleuten im Schuldienst und die Weltgeistlichen als Schulinspektoren automatisch gegeben war. Die durch den Bundesstaat garantierten Freiheitsrechte wie Presse-, Versammlungs- und Vereinsfreiheit führten jedoch trotz der dominanten Stellung von Religion und Kirche zu wachsenden gesellschaftlichen Freiheiten. Ein vielfältiges dörfliches Vereinsleben mit Theater-, Musik- und Sportvereinen und die Wiederbelebung und Pflege des Brauchtums prägten das kulturelle Leben im Kanton sehr stark – und prägen es bis heute.

### Wirtschaftlicher Wandel und Bevölkerungsentwicklung nach dem Zweiten Weltkrieg
Der 1935 in Buochs errichtete Militärflugplatz und die 1939 gegründeten privaten Pilatus-Flugzeugwerke lösten eine beträchtliche Zuwanderung aus und wurden zu den grössten Arbeitgebern im Kanton. Neben diesen Industriebereichen war es – wie überall – der Dienstleistungssektor, der am stärksten wuchs. Die Zahl der Beschäftigten in der Landwirtschaft sank von 38 % im Jahr 1900 auf lediglich noch 4 % im Jahr 2000. Einen weiteren Entwicklungsschub bewirkten die Bahn- und Strassenprojekte (Anschluss an SBB und Nationalstrassen), welche die Landsgemeinde 1954 beschloss. Sie befreiten Nidwalden aus seiner isolierten Verkehrslage. Die zurückhaltende Besteuerung hoher Einkommen und Vermögen bewirkte ein grosses Wachstum der Steuereinkünfte (namentlich in Hergiswil), weshalb sich die Verschuldung in Grenzen halten liess. Weitere Folge dieser Steuerpolitik waren die Ansiedlung von Unternehmen sowie der Zuzug von Privatpersonen, die häufig an ausserkantonale Arbeitsplätze pendeln. In den Gemeinden verlief das Bevölkerungswachstum unterschiedlich. Das grösste prozentuale Wachstum verzeichneten ab 1930 die Seegemeinden Ennetbürgen und Stansstad. Die nicht direkt an der Autobahn gelegenen, ländlichen Gemeinden Wolfenschiessen, Dallenwil und Emmetten wuchsen hingegen deutlich schwächer, während Stans als Hauptort mit Zentrumsfunktion klar die bevölkerungsstärkste Nidwaldner Gemeinde blieb. Die Wirtschaftsstruktur ist einerseits geprägt vom grössten Arbeitgeber des Kantons, den Pilatus-Flugzeugwerken mit ihren rund 1500 Stellen, und andererseits von der tragenden Rolle sehr vieler kleiner KMUs aus den verschiedensten Branchen.

### Politischer und gesellschaftlicher Wandel nach dem Zweiten Weltkrieg

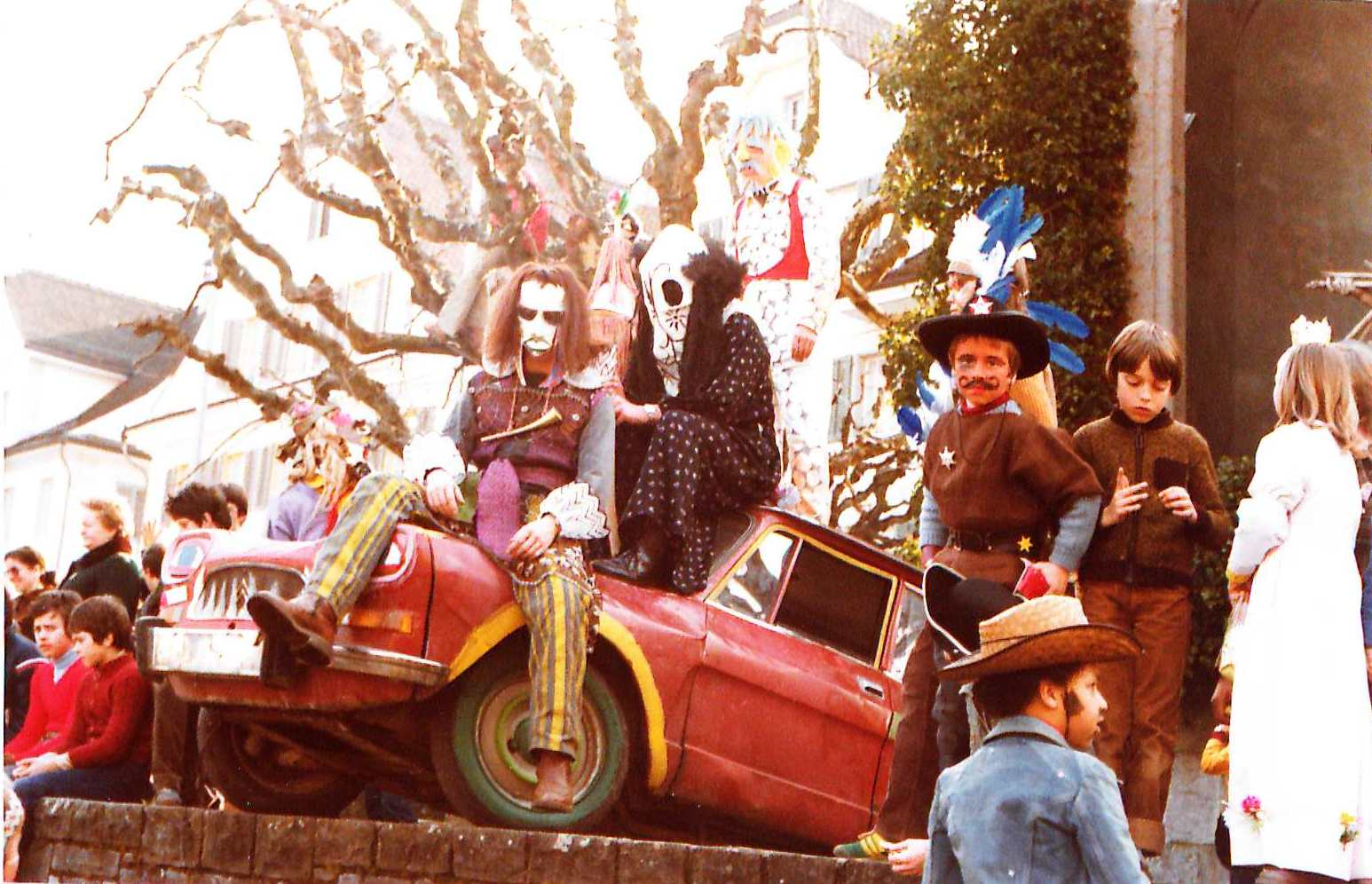
Stanser Fasnacht 1980

Der Kanton Nidwalden errichtete in den 1960er-Jahren eine Deponie im Cholwald in Ennetmoos, um die Siedlungsabfälle aus dem ganzen Kanton zu entsorgen. Aufgrund des nationalen Deponierungsverbots für derartige Abfälle seit 2000, werden diese inzwischen in der Kehrichtverbrennungsanlage der Renergia Zentralschweiz AG in Perlen zugeführt.
1965 gab sich Nidwalden als einer der ersten Kantone eine neue Kantonsverfassung nach modernen verfassungsrechtlichen Grundsätzen. Nach wie vor blieben die traditionellen Parteien CVP und FDP die dominierenden politischen Kräfte, auch wenn sich ab den 1980er Jahren mit dem links-grünen Demokratischen Nidwalden (DN) eine Oppositionspartei etablieren konnte. Dies änderte sich mit der Gründung einer SVP-Kantonalpartei 1999, die in den Folgejahren stark wuchs und heute, zusammen mit der CVP, die wählerstärkste Partei ist. In den 1980er und 1990er Jahren konzentrierten sich die politischen Auseinandersetzungen auf das von der Nagra geplante Endlager für radioaktive Abfälle im Wellenberg (Wolfenschiessen). Ähnlich wie die Diskussion um das Bannalpwerk vermochte auch dieses Projekt die Massen zu mobilisieren. Es scheiterte am mehrfachen «Nein» des Volkes. Im Gefolge dieser Auseinandersetzungen wurde die Landsgemeinde 1996 an der Urne mit grosser Mehrheit abgeschafft. Die Zahl der Regierungsräte wurde in einer Verwaltungsreform von neun auf sieben reduziert. Die ersten beiden Frauen wurden 2002 in die Regierung gewählt und 2006 bestätigt. Das konstant hohe Bevölkerungswachstum nach 1930 löste eine gesellschaftliche Durchmischung aus. Trotz der vielen Neuzuzüger verhinderte ein traditionell aktives Kultur- und Dorfleben und die Pflege des Brauchtums, dass die Nidwaldner Gemeinden zu reinen Schlafgemeinden der Agglomeration Luzern wurden. Dazu trugen neben Sport- und Kulturvereinen auch Veranstaltungen mit überregionaler Ausstrahlung wie beispielsweise die Stanser Musiktage bei.